# مدرسه علمیه میانده
مدرسه علمیه میانده مربوط به دوره زند است و در بشرویه، خیابان حسینیه، محله میانده واقع شده و این اثر در تاریخ ۲۴ اسفند ۱۳۸۳ با شمارهٔ ثبت ۱۱۶۶۷ به‌عنوان یکی از آثار ملی ایران به ثبت رسیده است.